# كيرك غيم
كيرك غيم (بالإنجليزية: Kirk Game)‏ هو لاعب كرة قدم بريطاني في مركز الدفاع، ولد في 22 أكتوبر 1966 في روتشفورد ‏ في المملكة المتحدة. شارك مع منتخب إنجلترا تحت 16 سنة لكرة القدم. أما مع النوادي، فقد لعب مع كولتشستر يونايتد ونادي تشيلمسفورد وهيبريدج سويفتس.